# Magway
Magway of Magwe is een stad in Myanmar en is de hoofdplaats van de divisie Magway. In 2009 had Magway naar schatting 109.000 inwoners.